# Pedro Teixeira (Minas Gerais)
Pedro Teixeira – miasto i gmina w Brazylii, w stanie Minas Gerais. Znajduje się w mezoregionie Zona da Mata i mikroregionie Juiz de Fora.